# Laryssa Biesenthal
Laryssa Biesenthal est une rameuse canadienne née le 22 juin 1971 à Walkerton.

## Biographie
Elle remporte aux Jeux olympiques d'été de 1996 à Atlanta la médaille de bronze en quatre de couple avec Kathleen Heddle, Marnie McBean et Diane O'Grady. En 2000, Laryssa Biesenthal est médaillée de bronze en huit avec Heather McDermid, Alison Korn, Emma Robinson, Theresa Luke, Heather Davis, Dorota Urbaniak, Lesley Thompson-Willie et Buffy Alexander-Williams.
Elle est la femme du rameur Iain Brambell.

## Palmarès

### Jeux olympiques
- Jeux olympiques d'été de 1996 à Atlanta,  États-Unis
  -  Médaille de bronze en quatre de couple

- Jeux olympiques d'été de 2000 à Sydney,  Australie
  -  Médaille de bronze en huit

### Championnats du monde
- Championnats du monde d'aviron 1999 à Saint Catharines,  Canada
  -  Médaille de bronze en huit

- Championnats du monde d'aviron 1998 à Cologne,  Allemagne
  -  Médaille d'argent en quatre sans barreur
  -  Médaille de bronze en huit

- Championnats du monde d'aviron 1997 à Aiguebelette,  France
  -  Médaille d'argent en huit

- Championnats du monde d'aviron 1995 à Tampere,  Finlande
  -  Médaille d'argent en quatre de couple